# Chung kết Cúp C1 châu Âu 1985
Trận chung kết Cúp C1 châu Âu năm 1985 là trận chung kết thứ ba mươi của Cúp các đội vô địch bóng đá quốc gia châu Âu, ngày nay là UEFA Champions League. Đây là trận đấu giữa Juventus F.C. của Ý và Liverpool F.C. của Anh trên sân vận động Heysel ở Bruxelles, Bỉ vào ngày 29 tháng 5 năm 1985. Trước trận đấu khoảng 1 giờ, cổ động viên 2 đội đã xô xát với nhau và sau đó 1 bức tường trên sân vận động sụp đổ làm chết 39 người và hàng trăm người bị thương. Sự kiện này là một trong những thảm hoạ lớn nhất trong lịch sử bóng đá. Với bàn thắng duy nhất của Michel Platini, Juventus lần đầu tiên giành Cúp C1 châu Âu.

## Chi tiết trận đấu
| Juventus            | 1–0 | Liverpool |
| ------------------- | --- | --------- |
| Platini 58' (ph.đ.) |     |           |

| Juventus | Liverpool |

| JUVENTUS:           |    |                     |  |     |
|                     |    |                     |  |     |
| TM                  | 1  | Stefano Tacconi     |  |     |
| HV                  | 2  | Luciano Favero      |  |     |
| HV                  | 3  | Antonio Cabrini     |  |     |
| HV                  | 4  | Sergio Brio         |  |     |
| HV                  | 5  | Gaetano Scirea (ĐT) |  |     |
| TV                  | 6  | Massimo Bonini      |  |     |
| TV                  | 10 | Michel Platini      |  |     |
| TV                  | 8  | Marco Tardelli      |  |     |
| TĐ                  | 7  | Massimo Briaschi    |  | 84' |
| TĐ                  | 9  | Paolo Rossi         |  | 89' |
| TV                  | 20 | Zbigniew Boniek     |  |     |
| Dự bị:              |    |                     |  |     |
| TĐ                  | 12 | Cesare Prandelli    |  | 84' |
| TV                  | 13 | Benimiano Vignola   |  | 89' |
| Huấn luyện viên:    |    |                     |  |     |
| Giovanni Trapattoni |    |                     |  |     |

| LIVERPOOL:       |    |                  |          |     |
|                  |    |                  |          |     |
| TM               | 1  | Bruce Grobbelaar |          |     |
| HV               | 2  | Phil Neal (ĐT)   |          |     |
| HV               | 3  | Jim Beglin       |          |     |
| HV               | 4  | Mark Lawrenson   |          | 4'  |
| HV               | 6  | Alan Hansen      |          |     |
| TV               | 5  | Steve Nicol      |          |     |
| TV               | 8  | Ronnie Whelan    |          |     |
| TV               | 10 | Paul Walsh       |          | 46' |
| TV               | 11 | John Wark        | Thẻ vàng |     |
| TĐ               | 7  | Kenny Dalglish   |          |     |
| TĐ               | 9  | Ian Rush         |          |     |
| Dự bị:           |    |                  |          |     |
| HV               | 12 | Gary Gillespie   |          | 4'  |
| TM               | 13 | Chris Pile       |          |     |
| TĐ               | 14 | Craig Johnston   |          | 46' |
| TV               | 15 | Jan Mølby        |          |     |
| TV               | 16 | Sammy Lee        |          |     |
| Huấn luyện viên: |    |                  |          |     |
| Joe Fagan        |    |                  |          |     |